# Rue d'Alcalá
La rue d'Alcalá (en espagnol : Calle de Alcalá), est une artère importante de la ville de Madrid, en Espagne.

## Situation
La rue s'étend sur 10,2 kilomètres de long entre la Puerta del Sol et la route d'accès à la station O'Donnell. Elle traverse les cinq arrondissements du Centre, du Retiro, de Salamanca, Ciudad Lineal et San Blas-Canillejas.

## Dénomination
Son nom lui vient du fait qu'elle menait à l'origine à la ville d'Alcalá de Henares, située au nord-est de Madrid. Elle est d'abord nommée rue des Oliveraies, en référence aux vergers qu'elle traverse à l'époque, tandis que le tronçon situé entre le cours du Prado et la porte d'Alcalá est dénommé rue du Grenier. Il se trouve en effet à proximité du Grenier royal de la ville de Madrid.
Jusque dans les années 90, la partie qui traverse l'arrondissement de Ciudad Lineal recevait encore le nom de chemin d'Aragon.

## Histoire

### Origines
Il s'agit de l'une des plus anciennes rues de Madrid, dont l'origine remonte sans doute à l'époque des Habsbourg, lorsqu'il s'est agi de prolonger la calle Mayor vers l'Aragon.
Le choix de Madrid en tant que capitale de l'Espagne favorise l'installation dans l'avenue de nombreuses demeures aristocratiques ainsi que de couvents.
En 1769, lors de son retour à Madrid depuis Barcelone, le roi Charles III décide de faire construire un arc de triomphe au niveau d'une ancienne porte d'accès. Ce monument est inauguré en 1778.
Juan Ignacio de los Heros fait bâtir en 1779 la demeure qui porte son nom, qui devient ensuite un magasin de la Fabrique royale de cristal de la Granja avant d'être investie par l'infant Sébastien de Bourbon puis le peintre José de Madrazo.

### Développement de l'avenue
Sur son parcours, la place de l'Indépendance est imaginée par l'urbaniste Ángel Fernández de los Ríos, qui lui donne ce nom en référence à la Guerre d'indépendance espagnole. Ce projet, qui vise à décongestionner le trafic aux alentours de la Puerta del Sol, est remanié sur demande de la mairie par José de Salamanca à partir de 1872, dans le cadre de la création d'un nouveau quartier.
C'est au XXe siècle que l'avenue est prolongée au-delà de la porte d'Alcalá afin de répondre au défi de l'extension urbaine. Dès cette époque, l'artère accueille le siège de nombreuses banques.
En 1931 sont inaugurées les nouvelles arènes de Las Ventas, qui remplacent plusieurs édifices de ce type successivement construits sur la rue d'Alcalá (1754, 1874, etc.)
En 1983, un incendie dans une discothèque au numéro 20 de la rue fait 81 morts.

## Sites et monuments

### De Sol à la place de Cybèle
- Le palais Goyeneche, situé au numéro 13, abrite l'Académie royale des beaux-arts Saint-Ferdinand.
- Le casino de Madrid, situé au numéro 15, est construit en 1910 pour accueillir un cercle de réflexion et de rencontre de la bourgeoisie et des élites. Conçu par Antonio Palacios, José Urioste, Manuel Martínez, Tomás Gómez-Acebo ainsi que les Français Le Farge et Guillaume Tronchet, il est de style éclectique.
- L'immeuble de l'Equitativa (aussi appelé immeuble Banesto), conçu par José Grases Riera entre 1882 et 1891, tire son nom d'une ancienne compagnie d'assurances espagnole, filiale d'un groupe américain.
- L'immeuble de la Banque de Bilbao est réalisé sur les plans de Ricardo Bastida y Bilbao entre 1920 et 1923.
- L'immeuble de La Unión y el Fénix español, imaginé par Modesto López Otero, doit son nom à une compagnie d'assurances. Inspiré par les gratte-ciels de Chicago, il est achevé en 1931.
- Le théâtre Alcázar, œuvre d'Eduardo Sánchez Eznarriaga et Eduardo Lozano Lardet, est ouvert en 1925.
- L'église de l'ordre de Calatrava, unique bâtiment subsistant de l'ancien Couvent de la Conception royale, est construite entre 1670 et 1678 dans le style baroque.
- Le siège principal du ministère de l'Éducation, de la Culture et des Sports.
- L'immeuble Metrópolis, qui constitue l'angle avec la Gran Vía, est l'œuvre des architectes Jules et Raymond Février. Inauguré en 1911 pour la compagnie La Unión y el Fénix español, il est aujourd'hui la propriété des assurances Metrópolis.
- Le Cercle des beaux-arts.
- L'église Saint-Joseph est construite de 1730 à 1748 dans le style baroque sur les plans de Pedro de Ribera.
- L'ancien siège de la banque de Biscaye, qui occupe les locaux du théâtre Apolo, abrite aujourd'hui la banque du Commerce.
- L'ancien siège de la banque Urquijo, aujourd'hui siège de Tabacalera.
- L'immeuble aux Cariatides (Edificio de Las Cariátides), ancien siège de la banque espagnole du Río de la Plata, abrite depuis 2006 le siège de l'Institut Cervantes.
- Le siège de la Banque d'Espagne occupe un vaste bâtiment dont la façade nord s'étire le long de la rue jusqu'à la place de Cybèle.
- Construit en 1777, le palais de Buenavista, situé en face de la banque d'Espagne, abrite le quartier général de l'armée de terre.

### De la place de Cybèle aux arènes
- L'église Saint-Emmanuel-et-Saint-Benoît, de style néo-byzantin, est achevée sur les plans de Fernando Arbós en 1910.
- La rue borde le parc du Retiro entre la place de l'Indépendance et l'avenue Menéndez Pelayo.
- La statue équestre du général Baldomero Espartero, due au sculpteur Pablo Gibert, est érigée en 1886.
- De style néo-mauresque, l'ancien bâtiment des écoles Aguirre, au n°62, inauguré en 1886, abrite depuis 2006 la Casa Árabe et l'Institut international des études arabes et du monde musulman.
- La maison des Boules est bâtie dans le style néo-mauresque par Julián Marín et Luis Sanz de los Terreros de 1885 à 1905.
- Les arènes de Las Ventas.

### Au-delà des arènes
- Le parc de la Quinta de los Molinos.
- Le parc de Torre Arias.

## Transports

### Métro
Deux lignes du métro de Madrid circulent sous la chaussée de la rue :
- La ligne 2 entre les stations Sol et Ventas.
- La ligne 5 entre les stations Ventas et Canillejas.